# توماس هنري بول
توماس هنري بول (بالإنجليزية: Thomas Henry Poole)‏ هو مهندس معماري أمريكي، ولد في 1860 في نيويورك في الولايات المتحدة، وتوفي في 31 يوليو 1919 في مانهاتن في الولايات المتحدة.

## معرض صور

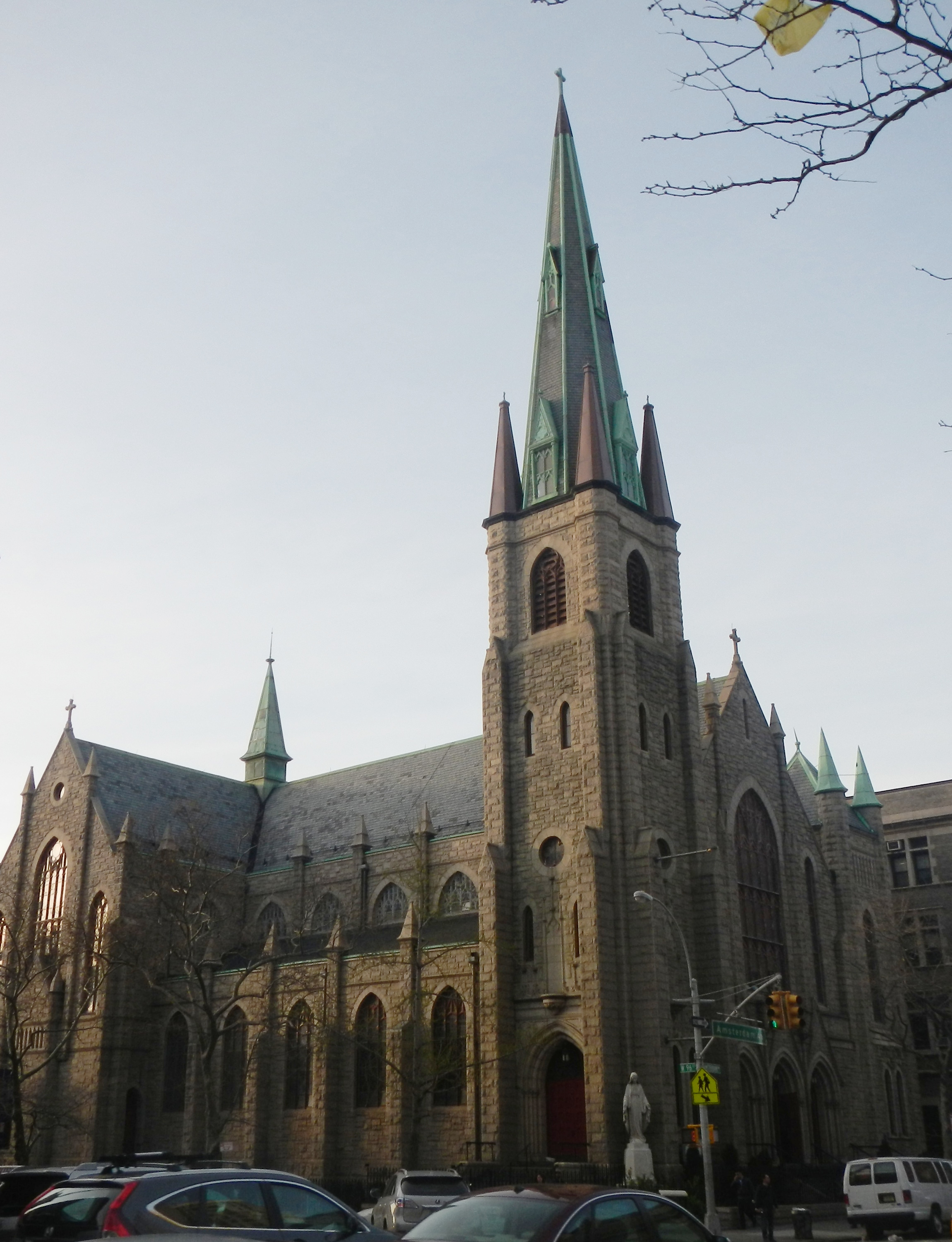
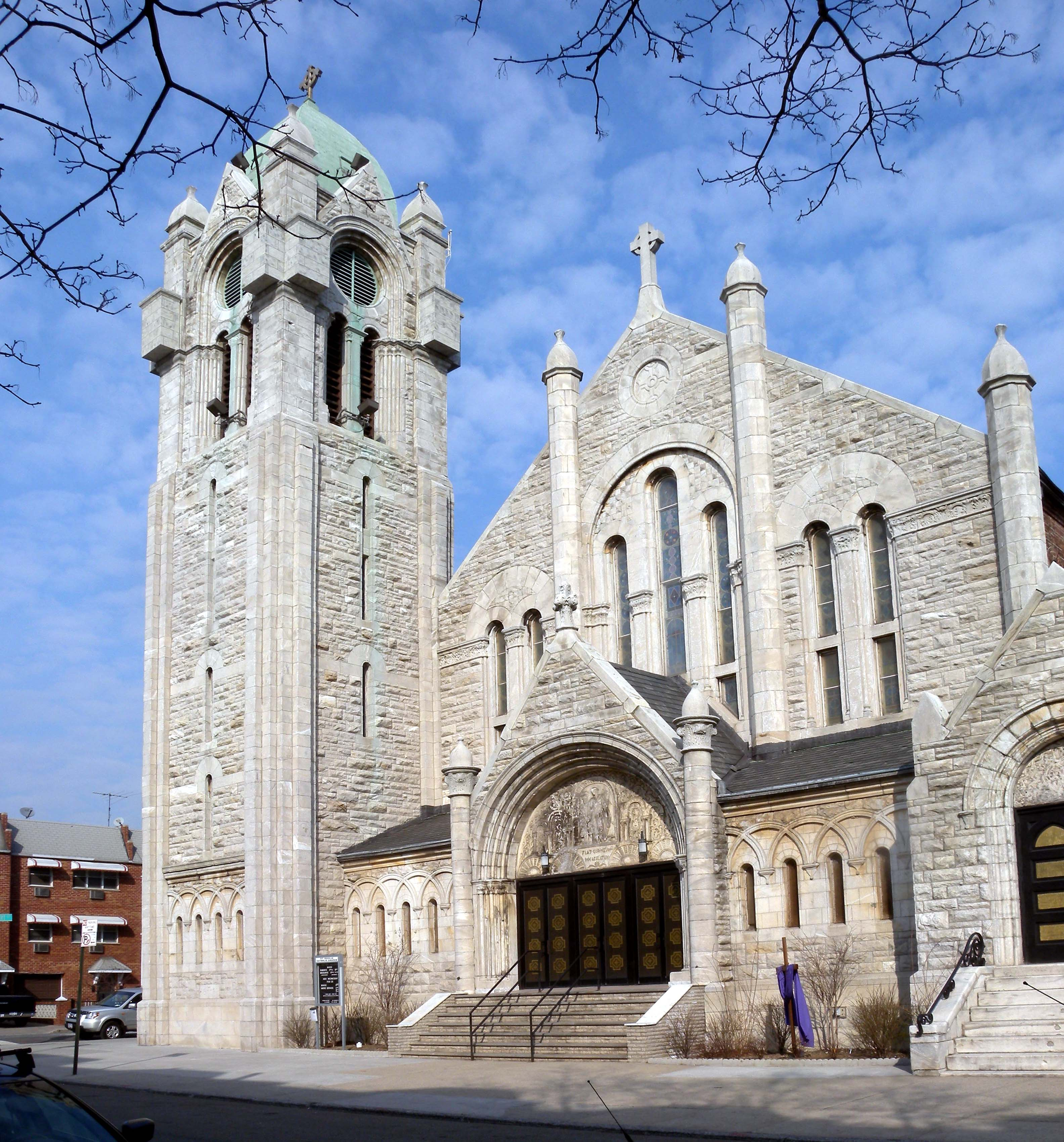
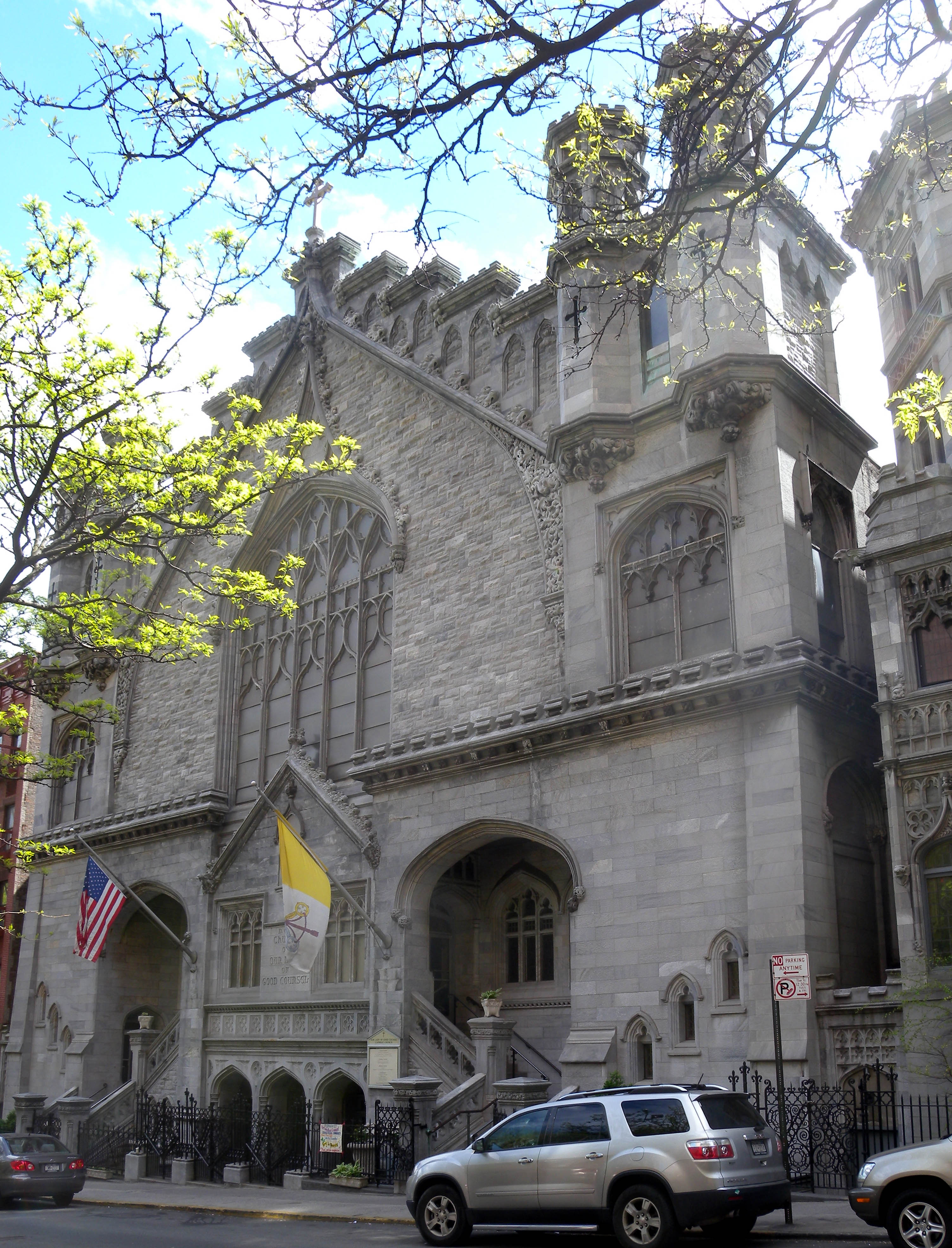